# Tanjung Mompang
Tanjung Mompang is een bestuurslaag in het regentschap Mandailing Natal van de provincie Noord-Sumatra, Indonesië. Tanjung Mompang telt 1214 inwoners (volkstelling 2010).